# Habenaria robbrechtiana
Habenaria robbrechtiana là một loài thực vật có hoa trong họ Lan. Loài này được Geerinck & Schaijes mô tả khoa học đầu tiên năm 1987.